# Giải bóng đá vô địch các câu lạc bộ sông Mê Kông 2016
Giải vô địch Toyota các câu lạc bộ bóng đá khu vực sông Mê Kông 2016 (tiếng Anh: Toyota Mekong Club Championship 2016) là lần thứ 3 tổ chức của Giải bóng đá vô địch các câu lạc bộ sông Mê Kông với sự tài trợ của Toyota. Có 5 đại diện đến từ các quốc gia thuộc khu vực tiểu vùng sông Mê Kông gồm: Campuchia, Lào, Myanmar, Thái Lan và Việt Nam.

## Các đội bóng tham gia
| Câu lạc bộ         | Liên đoàn quốc gia | Trình độ                             | Tham gia          |
| Đá trận chung kết  | Đá trận chung kết  | Đá trận chung kết                    | Đá trận chung kết |
| ------------------ | ------------------ | ------------------------------------ | ----------------- |
| Buriram United     | Thái Lan           | Đoạt Thai League Cup 2016            | Lần thứ hai       |
| Đá từ vòng bán kết |                    |                                      |                   |
| Boeung Ket Angkor  | Campuchia          | Xếp thứ nhất Metfone C-League 2016   | Lần thứ hai       |
| Đá từ vòng 1       |                    |                                      |                   |
| SHB Đà Nẵng        | Việt Nam           | Hạng 3 V.League 1 2016               | Lần đầu tiên      |
| Lanexang United    | Lào                | Vô địch Lao Premier League 2016      | Lần đầu tiên      |
| Yadarnabon         | Myanmar            | Vô địch Myanmar National League 2016 | Lần đầu tiên      |

## Địa điểm
| Phnôm Pênh                    | Viêng Chăn                 | Mandalay                   | Pathum Thani           | Hà Nội                        |
| ----------------------------- | -------------------------- | -------------------------- | ---------------------- | ----------------------------- |
| Sân vận động Olympic Quốc gia | Sân vận động Chao Anouvong | Sân vận động Mandalarthiri | Sân vận động Thammasat | Sân vận động Quốc gia Mỹ Đình |
| Sức chứa: 50.000              | Sức chứa: 15.000           | Sức chứa: 30.000           | Sức chứa: 25.000       | Sức chứa: 40.192              |
|                               |                            |                            |                        |                               |

## Vòng 1
| Chú thích màu | Chú thích màu        |
| ------------- | -------------------- |
|               | Lọt vào vòng bán kết |

| VT | Đội             | ST | T | H | B | BT | BB | HS | Đ | Giành quyền tham dự |
| -- | --------------- | -- | - | - | - | -- | -- | -- | - | ------------------- |
| 1  | Lanexang United | 2  | 1 | 1 | 0 | 5  | 4  | +1 | 4 | Vòng bán kết        |
| 2  | Yadanarbon      | 2  | 0 | 2 | 0 | 5  | 5  | 0  | 2 |                     |
| 3  | SHB Đà Nẵng     | 2  | 0 | 1 | 1 | 3  | 4  | −1 | 1 |                     |

| Lanexang United                 | 2–1 | SHB Đà Nẵng  |
| ------------------------------- | --- | ------------ |
| Sayavutthi 54' · Soukaphone 75' |     | Vũ Phong 15' |

| SHB Đà Nẵng           | 2–2 | Yadanarbon                |
| --------------------- | --- | ------------------------- |
| David 21' · Merlo 61' |     | M. Z. Oo 45' · Omogba 55' |

| Yadanarbon                                    | 3–3 | Lanexang United                                |
| --------------------------------------------- | --- | ---------------------------------------------- |
| Yan Paing 21' · William 85' · Wada Yuya 90+3' |     | Phomsouvanh 11' · Latsamy 13' · Soukaphone 83' |

## Vòng đấu loại trực tiếp

### Sơ đồ thi đấu
|  | Bán kết           | Bán kết           | Bán kết |  |  | Chung kết       | Chung kết       | Chung kết | Chung kết | Chung kết |
|  |                   |                   |         |  |  |                 |                 |           |           |           |
|  |                   |                   |         |  |  | Buriram United  | Buriram United  | 0         | 2         | 2         |
|  | Boeung Ket Angkor | Boeung Ket Angkor | 0       |  |  | Lanexang United | Lanexang United | 1         | 0         | 1         |
|  | Lanexang United   | Lanexang United   | 3       |  |  |                 |                 |           |           |           |

#### Bán kết
| Boeung Ket Angkor | 0–3 | Lanexang United                                      |
| ----------------- | --- | ---------------------------------------------------- |
|                   |     | Soukaphone 39' · Khochalern 45+2' · Keoviengphet 81' |

#### Chung kết

##### Lượt đi
| Lanexang United | 1-0 | Buriram United |
| --------------- | --- | -------------- |
| Khampheng 17'   |     |                |

##### Lượt về
| Buriram United          | 2-0 | Lanexang United |
| ----------------------- | --- | --------------- |
| Diogo 38' · Seul Ki 50' |     |                 |

## Kết quả chung cuộc
- Vàng   Buriram United
- Bạc   Lanexang United
- Đồng   Boeung Ket Angkor

## Danh sách cầu thủ ghi bàn
Tính đến ngày 8 tháng 1 năm 2017
3 bàn thắng
- Soukaphone Vongchiengkham

2 bàn thắng
- Khampheng Sayavutthi

1 bàn thắng
- Ezequiel David Britez
- Sebastián Gastón Merlo
- Biassi Nyakwe William
- Keoviengphet Lithideth
- Latsamy phachantha
- Manolom Phomsouvanh
- Phoutthasay Khochalern
- Myo Zaw Oo
- Wada Yuya
- Yan Paing
- Esoh Paul Omogba
- Nguyễn Vũ Phong
- Diogo Luis Santo
- Ko Seul Ki